# ديف برادلي
ديف برادلي (بالإنجليزية: Dave Bradley)‏ هو لاعب كرة قدم أمريكية أمريكي، ولد في 1947 في Burnham, Pennsylvania ‏ في الولايات المتحدة، وتوفي في 2010.

## وصلات خارجية
- ديف برادلي على موقع مرجع كرة القدم المحترفة.كوم (الإنجليزية)